# 4،2،2-ثلاثي ميثيل البنتان
4,2,2-ثلاثي ميثيل البنتان هو مركب عضوي من الهيدروكربونات صيغته الكيميائية C8H18 وهو أحد مصاواغات الأوكتان، ويعرف بالاسم الشائع إيزو الأوكتان؛ رغم أنه توجد مصاوغات أخرى مثل 2-ميثيل الهبتان يمكن أن يطلق عليها نظرياً تلك التسمية، إلا أن 4,2,2-ثلاثي ميثيل البنتان هو المشهور بهذا الاسم.
يوجد المركب في الشروط القياسية على شكل سائل عديم اللون، وهو أحد مكونات وقود السيارات (الغازولين).

## الوفرة والتحضير
يستحصل على مركب إيزو الأوكتان طبيعياً من عملية تكرير النفط؛ رغم ذلك يمكن التحضير صناعياً من ألكلة إيزو البوتيلين مع إيزو البوتان في وحدة الألكلة في المصافي بوجود حفاز حمضي. كما يمكن أن يتم التحضير من تفاعل ديمرة للبوتيلين ثم إجراء عملية هدرجة لاحقة.

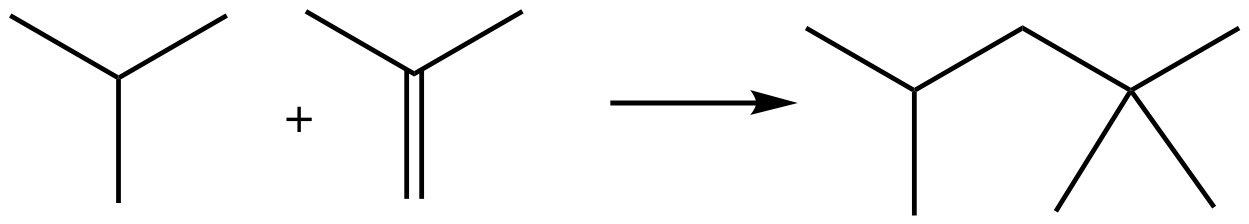
تحضير الإيزوأوكتان

## الخواص
يوجد المركب على شكل سائل عديم اللون في الشروط القياسية، وهو قابل للاشتعال، وهو عملياً غير قابل للامتزاج مع الماء.

## الاستخدامات
يستخدم إيزو الأوكتان من ضمن المكونات في مزيج وقود السيارات؛ وله رقم الأوكتان يوافق 100، وهو أحد عوامل منع خبط المحرك.